# باري هال
باري هال (بالإنجليزية: Barry Hall)‏ هو دبلوماسي وسياسي أسترالي، ولد في 12 فبراير 1921 في أستراليا، وتوفي في 14 نوفمبر 2013.